# Pau Freixas
Pau Freixas (Barcelona, 25 d'octubre de 1973) és un director, guionista i productor de cinema català, autor de la pel·lícula Herois (nominada, entre d'altres, als Premis Gaudí). El gener de 2011 TV3 inicia l'emissió de la sèrie Polseres vermelles, dirigida i produïda per ell i creada per Albert Espinosa.

## Biografia
De vocació primerenca, Freixas va estudiar Imatge i So en un centre de Formació Professional en una època en la qual a Catalunya no existien escoles de cinematografia i les professions relacionades amb el món del cinema no disposaven d'una formació acadèmica reglada en centres universitaris. Després de finalitzar els seus estudis, va dirigir Dobles, el seu primer curtmetratge amateur en format 35 mm.
El 2000 va escriure i va dirigir alguns episodis de la sitcom Happy House, creada per Francesc Bellmunt i José Corbacho i emesa per TVE-Catalunya.
El 2001 escriu i dirigeix el seu primer llargmetratge, Cactus, una història que narra, en clau d'humor, les peripècies de quatre joves orfes que es retroben després de vint-i-cinc anys per tractar de salvar de la ruïna, recorrent al robatori i al crim, el convent en el qual van ser criats i del que van fugir anys enrere. L'estrena en cinemes, inicialment previst per a l'octubre de 2002, va haver d'ajornar-se a causa de les pressions i amenaces sofertes pels productors i distribuïdors de la cinta i per algunes sales de cinema per part de certs sectors suposadament vinculats a la jerarquia de la Conferència Episcopal Espanyola, que consideraven la pel·lícula com a "difamatòria i calumniosa" contra l'Església catòlica.
El 2003 roda el seu segon llargmetratge, Cambra obscura, el guió de la qual va escriure juntament amb Hèctor Claramunt. Per aquesta pel·lícula de terror psicològic, produïda per Iris Star i Manga Films i protagonitzada per Silke i Unax Ugalde, Freixas va ser guardonat com a millor director novell en la III Edició dels Premis Barcelona de Cinema. A més, la cinta va competir en la secció oficial del Festival de Cinema Fantàstic de Sitges.
Posteriorment, Freixas i Claramunt van tornar a escriure conjuntament un guió de terror psicològic, titulat L'hora morta. S'esperava el rodatge, de nou amb Iris Star i Pispa Films, pogués començar al setembre de 2004, però el projecte finalment no es va dur a terme.
Estrenada l'agost de 2004, Cambra obscura no va obtenir els resultats esperats, ni de taquilla ni de crítica, si bé es va vendre a 36 països. Però el productor de la pel·lícula, Luis de Val, va proposar a Freixas, l'any 2006, embarcar-se amb la seva recentment creada productora Media Films en un nou projecte cinematogràfic, aquesta vegada de caràcter molt més personal, allunyat del thriller i del terror juvenil. De Val tenia una obstinació personal molt concreta: fer una pel·lícula sobre la infància perduda i la nostàlgia que aquesta pèrdua provoca. "Volíem explicar com érem just abans de perdre la nostra innocència i, concretament, en els nostres estius". Partint d'aquesta idea, el guionista Albert Espinosa, que no va dubtar a unir-se al projecte quan l'hi van proposar, i el propi Pau Freixas van escriure a quatre mans un emotiu guió inicialment titulat La cabana dels herois i centrar les vivències d'una colla de nens de mitjans els 80 que viuen el seu últim estiu en un poble de la costa catalana. El procés d'escriptura de guió va ser lent i els terminis inicialment previstos (rodatge a l'estiu de 2007 i estrena a la fi de 2008) es van dilatar.

### Televisió
En els anys següents (2006-2009) es va centrar en la televisió. Així, el seu següent treball va ser la minisèrie Àngels i Sants, que Televisió de Catalunya va emetre entre gener i març de 2006. Freixas va dirigir els set episodis i va signar el guió de dos d'ells. Aquesta sèrie va suposar, després de Cambra obscura, la segona col·laboració entre el director i l'actor Lluis Homar, amb el qual des de llavors l'uneix una estreta relació professional i amistosa (posteriorment, Homar també treballaria en la pel·lícula Herois).
Va dirigir també dos episodis de la primera i única temporada de la sèrie R.I.S. Científica (2007), protagonitzada per José Coronado i emesa per Telecinco, i un episodi de la tercera i última temporada de Hermanos y detectives (2007), també emesa per Telecinco. A més, el 2008 va dirigir tres episodis i va coproduir sis de la primera temporada de la sèrie Los misterios de Laura, protagonitzada per María Pujalte i emesa per Televisió Espanyola l'estiu de 2009. D'aquesta sèrie també va dirigir un episodi de la segona temporada, l'emissió de la qual, al maig de 2011, curiosament va coincidir en horari de màxima audiència amb l'estrena a TV3 de l'últim capítol de la sèrie catalana Polseres vermelles, dirigida també per Freixas.

### Treballs en cinema i televisió
Després de tres anys de gestació i un en el qual el projecte de La cabana dels herois, amb el càsting ja finalitzat, va estar paralitzat per falta de finançament, la pel·lícula va poder per fi rodar-se, l'estiu de 2009, en diverses localitzacions de la costa i l'interior de Catalunya. El film, finalment titulat Herois i pertanyent, segons el productor Luis de Val, "a un gènere més propi de la cinematografia americana", rememora les vacances d'estiu dels anys 80 als pobles del litoral i prelitoral català, a partir de flashbacks des de l'època actual.
Herois, rodada fonamentalment en català amb algunes escenes en castellà, va ser presentada a concurs, a l'abril de 2010, en la XIII Edició del Festival de Màlaga (obtenint una càlida acollida dels espectadors i dos guardons: la Biznaga de Plata-Premi del públic i el premi al millor vestuari) i exhibida fora de concurs, a l'octubre de 2010, en el Festival de Cinema Fantàstic de Sitges. Aquest mateix mes va ser estrenada en sales de cinema en les seves dues versions (V. O. en català i doblada al castellà). Posteriorment, el gener de 2011, la cinta va estar nominada en deu categories en la III Edició dels Premis Gaudí de l'Acadèmia de Cinema Català.
L'estiu de 2010, Freixas es va embarcar en un nou projecte amb Albert Espinosa, coguionista de Herois: la sèrie de televisió Polseres vermelles, creada pel mateix Espinosa. L'argument i el guió van ser a càrrec de l'autor i Pau Freixas va dirigir set dels tretze episodis; la sèrie, a més, està coproduïda per tots dos. El rodatge de la 1a temporada va culminar l'octubre de 2010.
Polseres vermelles narra la història quotidiana d'un grup d'adolescents que coincideixen en un hospital a causa de les seves malalties, i parla, sempre amb humor i tendresa, del valor de l'amistat, les ganes de viure i l'afany de superació. El guió original ―basat en el llibre El món groc (2008), del propi Espinosa― està pensat per a quatre temporades, i de moment la sèrie (coproducïa per Castelao Produccions i Televisió de Catalunya), després del notable èxit d'audiència i crítica de la 1a. temporada (emesa, entre gener i maig de 2011, per TV3), ja ha renovat per a una segona, que va constar de 15 nous episodis i va ser emesa durant l'any 2012.
Actualment, Freixas compagina els seus projectes cinematogràfics i televisius amb la impartició de cursos de direcció a l’Escola Superior de Cinema i Audiovisuals de Catalunya (ESCAC).
Des de principis de febrer de 2016, és director de la sèrie Sé quien eres de la cadena Telecinco, en la qual ja hi ha gravada una temporada de 10 episodis.

### Estil i influències
Segons el mateix autor reconeix, Freixas és un realitzador molt influenciat pel cinema generacional de les dècades dels 70 i els 80 (Steven Spielberg, George Lucas o Robert Zemeckis).

### Equip habitual
Freixas sol envoltar-se del mateix equip tècnic des dels seus inicis ("Jo segueixo treballant amb els meus companys d'FP, que conec des dels divuit anys", afirma): Marta Pahissa (ajudant de direcció), Julián Elizalde (director de fotografia), Ferran Mengod (tècnic de so), Jaume Martí (muntador), Joan Sabaté (director artístic), Núria Anglada (directora de vestuari), Marc Orts (mesclador de so) i, més recentment, Arnau Bataller, que ha posat música a Herois (2010) i Polseres vermelles (2011).

## Filmografia
| Any  | Pel·lícula                     | Com      | Com       | Com       | Notes              |
| Any  | Pel·lícula                     | Director | Guionista | Productor | Notes              |
| ---- | ------------------------------ | -------- | --------- | --------- | ------------------ |
| 2000 | Happy House                    | Sí       | Sí        |           | sèrie de televisió |
| 2001 | Cactus                         | Sí       | Sí        |           | pel·lícula         |
| 2002 | Nines russes                   | Sí       |           |           | telefilm           |
| 2003 | Cambra obscura (Cámara Oscura) | Sí       | Sí        |           | pel·lícula         |
| 2006 | Àngels i Sants                 | Sí       | Sí        |           | sèrie de televisió |
| 2007 | R.I.S. Científica              | Sí       |           |           | sèrie de televisió |
| 2009 | Los misterios de Laura         | Sí       |           | Sí        | sèrie de televisió |
| 2009 | Hermanos y detectives          | Sí       |           |           | sèrie de televisió |
| 2010 | Herois                         | Sí       | Sí        |           | pel·lícula         |
| 2011 | Polseres vermelles             | Sí       |           | Sí        | sèrie de televisió |
| 2018 | Benvinguts a la família        | Sí       |           | Sí        | sèrie de televisió |

## Premis i nominacions

### Premi Barcelona de Cinema
| Any  | Categoria              | Pel·lícula     | Resultat  |
| ---- | ---------------------- | -------------- | --------- |
| 2004 | Millor director novell | Cambra obscura | Guanyador |
| 2004 | Millor guió            | Cambra Obscura | Candidat  |
| 2007 | Millor telefilm        | Àngels i Sants | Candidat  |

### Premis Gaudí
| Any  | Categoria                   | Pel·lícula | Resultat |
| ---- | --------------------------- | ---------- | -------- |
| 2011 | Millor pel·lícula en català | Herois     | Candidat |
| 2011 | Millor director             | Herois     | Candidat |
| 2011 | Millor guió                 | Herois     | Candidat |